# Поляк, Эльжбета
Эльжбе́та А́нна По́ляк (пол. Elżbieta Anna Polak; род. 6 сентября 1959 года, Пшемкув, Нижнесилезское воеводство, Польша). Польская политическая деятельница — Маршал Любушского воеводства c ноября 2010  по октябрь 2023 года. Ранее она была бурмистрoм города Маломице и вице-маршалом Любушского воеводства. Депутат Сейма X созыва с 2023 года.

## Биография
Эльжбета окончила юридический и административный факультет Вроцлавского университета. Более двадцати лет (с 1980 по 2002 год) она работала в городском и муниципальном офисе Маломице . С 1990 года она работала советником в течение двух сроков, а после муниципальных выборов 1998 года городской совет избрал её мэром.